# Уопетон (аэропорт)
Аэропо́рт и́мени Хэ́рри Ште́рна, также известный, как Аэропорт Уопетон (англ. Harry Stern Airport), (ИАТА: WAH, ИКАО: KBWP, FAA LID: BWP) — государственный гражданский аэропорт, расположенный в 1,85 километра к югу от центрального делового района города Уопетон (Северная Дакота), США.

## Операционная деятельность
Аэропорт имени Хэрри Штерна занимает площадь в 237 гектар, расположен на высоте 295 метров над уровнем моря и эксплуатирует две взлётно-посадочные полосы:
has two runways: 15/33 is 5,100 by 75 feet (1,554 x 23 m) with an asphalt surface; 3/21 is 3,254 by 150 feet (992 x 46 m) with a grass|turf surface.
- 15/33 размерами 1554 х 23 метров с асфальтовым покрытием;
- 3/21 размерами 992 х 46 метров с торфяным покрытием.

В период с 3 декабря 2002 по 3 декабря 2003 года Аэропорт имени Хэрри Штерна обработал 10 860 операций взлётов и посадок воздушных судов (в среднем 29 операций ежедневно), из которых 92 % пришлось на авиацию общего назначения, 7 % — на рейсы аэротакси и 1 % составили рейсы военной авиации.